# Dystoni
Dystoni er en neurologisk sygdomstilstand, hvor patienten får vedvarende ufrivillige muskelsammentrækninger eller unormal kropsholdning.
Ofte er det ganske smerteligt.
Sygdommen debuterer sædvanligvis i 50-årsalderen, og rammer oftest kvinder.